# Jorge I de Trebizonda
Jorge I de Trebizonda (c. 1255 – depois de 1284) foi um monarca do Império de Trebizonda que reinou entre 1266 e 1280. Foi antecedido no trono pelo seu meio-irmão Andrônico II e sucedido por João II.